# Aeroportul Lien Khuong

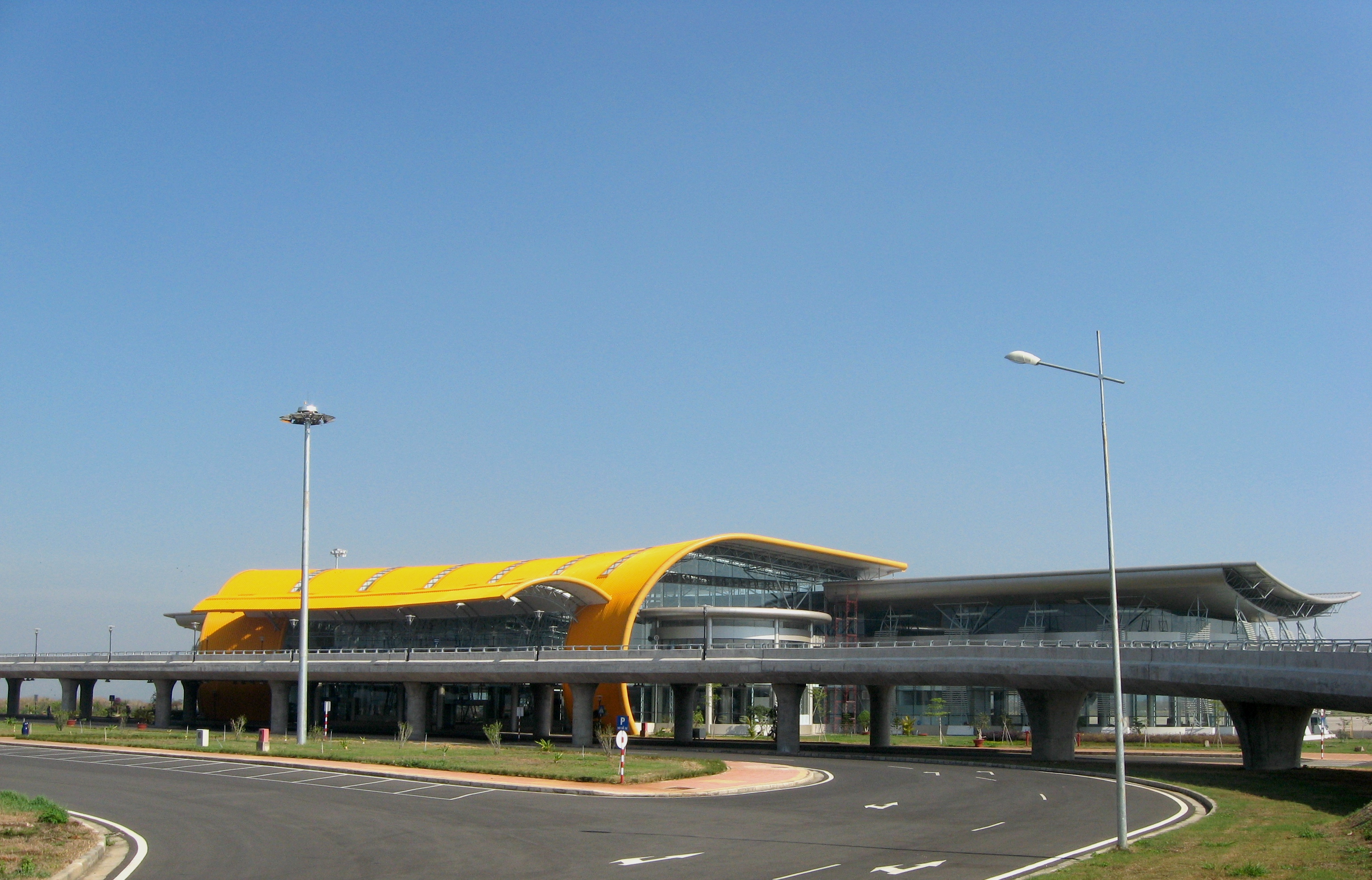
Aeroportul Lien Khuong

Aeroportul Ca Mau (Sân bay Liên Khương, Lien Khuong Airport, IATA: DLI, ICAO: VVDL) este un aeroport în estul districtului Da Lat din provincia Lam Dong, Vietnam. Este nodul principal pentru Vietnam Airlines. 

## Linii aeriene
- Vietnam Airlines (Ho Și Min (oraș), Hanoi, Da Nang)